# IC 379
IC 379 — галактика типу SBab () у сузір'ї Ерідан.
Цей об'єкт міститься в оригінальній редакції індексного каталогу.